# Sabiàcies
Les sabiàcies (Sabiaceae) són una família d'angiospermes de l'ordre Proteales, pròpia d'Àsia i Amèrica. Es coneixen fòssils de Sabiaceae del Turonià (Sabia) i Cenomanià (Meliosma).

## Taxonomia
El seu emplaçament ha estat discutit. Segons la darrera actualització del grup per a la filogènia de les angiospermes (APG IV, 2016) és un dels llinatges basals del clade eudicots, i pertany l'ordre Proteales al costat de les famílies Nelumbonaceae, Platanaceae i Proteaceae.

## Característiques
Les espècies d'aquesta família, que habiten zones tropicals o subtropicals, són lianes (Sabia), arbres o arbusts (Meliosma i Ophiocaryon), perennes i caducifolis que es reconeixen per la venació broquidòdroma (les venes secundàries s'ajunten entre elles formant sèries d'arcs) de les seves fulles o folíols, les seves flors petites amb el periant en espiral i els estams oposats, i pels seus fruits en drupa més o menys aplanats i corbats.

## Gèneres
Els gèneres que componen la família, amb un centenar d'espècies, són:
- Sabia
- Meliosma
- Ophiocaryon
- Kingsboroghia